# Шостаковський Петро Адамович
Петро Адамович Шостаковський (1853 — ?) — російський піаніст, директор філармонічного товариства в Москві.
В 15 років як піаніст дебютував у Ризі. Навчався петербурзькій консерваторії, через два роки покинув навчання і виїхав до Берліна, де займався у Теодора Куллака, а у Веймарі — у Ференца Ліста. Повернувшись до Росії, з великим успіхом концертував у різних містах і був запрошений до московської консерваторії викладачем, потім як директор очолив товариство любителів музичного і драматичного мистецтв, перейменував його в філармонійне товариство, влаштував при ньому училище з правами і програмою консерваторії і організував при товаристві симфонічні концерти, якими довгий час диригував.
Засноване Шостаковським училище з часом перетворилось на Російський університет театрального мистецтва, відомий як ГІТІС.